# Polymixis
Polymixis is een geslacht van nachtvlinders uit de familie Noctuidae.

## Soorten
- P. acharis (Püngeler, 1901)
- P. achrysa Ronkay, Varga & Hreblay, 1998
- P. alaschia Hacker, 1996
- P. alaschja Hacker, [1997]
- P. albiorbis Hreblay & Ronkay, 1998
- P. albirena (Boursin, 1944)
- P. anceps Staudinger, 1897
- P. ancepsoides Poole, 1989
- P. aphrodite Fibiger, 1987
- P. apora (Staudinger, 1897)
- P. argillaceago (Hübner, 1822)
- P. argillosa (Boursin, 1970)
- P. atossa (Wiltshire, 1941)
- P. aurora (Turati, 1924)
- P. bacheri (Pungeler, 1901)
- P. beata Hreblay & Ronkay, 1998
- P. bischoffi (Herrich-Schäffer, [1850])
- P. bischoffii (Herrich-Schäffer, 1850)
- P. boursini Rungs, 1949
- P. bousseaui Lucas, 1934
- P. calamistis (Hampson, 1906)
- P. canescens Duponchel, 1826
- P. carducha Wiltshire, 1957
- P. carolina Hacker & Legrain, 1999
- P. colluta (Draudt, 1934)
- P. csorbagabori Ronkay, Varga & Hreblay, 1998
- P. culoti (Schawerda, 1921)
- P. chosroes (Brandt, 1938)
- P. chrysographa Wagner, 1931
- P. draudti (Boursin, 1952)
- P. dubia (Duponchel, 1836)
- P. dubiosa Brandt, 1938
- P. dyssymetrica (Rungs, 1967)
- P. fabiani Ronkay, Varga & Hreblay, 1998
- P. fiorii (Boursin, 1940)
- P. flavicincta

Gele granietuil Denis & Schiffermüller, 1775
- P. gemmea Treitschke, 1825
- P. germana (Rothschild, 1914)
- P. gilva Sukhareva, 1976
- P. gracilis (Brandt, 1941)
- P. hedygramma (Brandt, 1941)
- P. himalaya Hacker & Weigert, 1990
- P. juditha (Staudinger, 1897)
- P. lajonquierei Boursin, 1968
- P. latesco Fibiger, 2001
- P. lea (Staudinger, 1897)
- P. leuconota (Frivaldszky, 1841)
- P. lichenea

Kustuil (Hübner, 1813)
- P. longilinea (Draudt, 1950)
- P. magnirena (Alphéraky, 1892)
- P. mandschurica Boursin, 1970
- P. mandshurica Boursin, 1970
- P. manisadijani (Staudinger, 1881)
- P. manisadjiani Staudinger, 1881
- P. munda Leech, 1900
- P. nasamonius (Turati, 1924)
- P. nigrogrisea Hreblay & Ronkay, 1998
- P. olivascens Draudt, 1950

- P. omanensis (Boursin, 1970)
- P. pamiridia Boursin, 1968
- P. paravarga Ronkay, 1990
- P. perchrysa Hacker & Ronkay, 1992
- P. pericaspicus Ronkay, Varga & Hreblay, 1998
- P. petrolignea (Draudt, 1950)
- P. philippsi Püngeler, 1911
- P. philipsi (Püngeler, 1911)
- P. polymita (Linnaeus, 1761)
- P. polymorpha Boursin, 1960
- P. rebecca Staudinger, 1891
- P. remota (Püngeler, 1900)
- P. rjabovi (Boursin, 1944)
- P. roehrei (Boursin, 1961)
- P. rosinae (Bohatsch, 1910)
- P. rubrimixta (Hampson, 1906)
- P. rufocincta (Geyer, 1828)
- P. rungsi Plante, 1975
- P. rupicola (Turati, 1934)
- P. scrophulariae (Wiltshire, 1952)
- P. schistochlora Ronkay, Varga & Hreblay, 1998
- P. schwingenschussi Draudt, 1937
- P. seposita (Püngeler, 1914)
- P. serpentina (Treitschke, 1825)
- P. shensiana (Draudt, 1950)
- P. stictineura Boursin, 1960
- P. sublutea (Turati, 1909)
- P. subvenusta Püngeler, 1906
- P. susica (Rungs, 1950)
- P. trisignata (Menetries, 1847)
- P. variabile (Stertz, 1915)
- P. vartianorum (Varga, 1979)
- P. versicolora (Draudt, 1950)
- P. viridinigra Hreblay & Ronkay, 1997
- P. viridula Staudinger, 1895
- P. xanthomista (Hübner, 1819)
- P. zagrobia (Wiltshire, 1941)
- P. zophodes Boursin, 1960

### Foto's

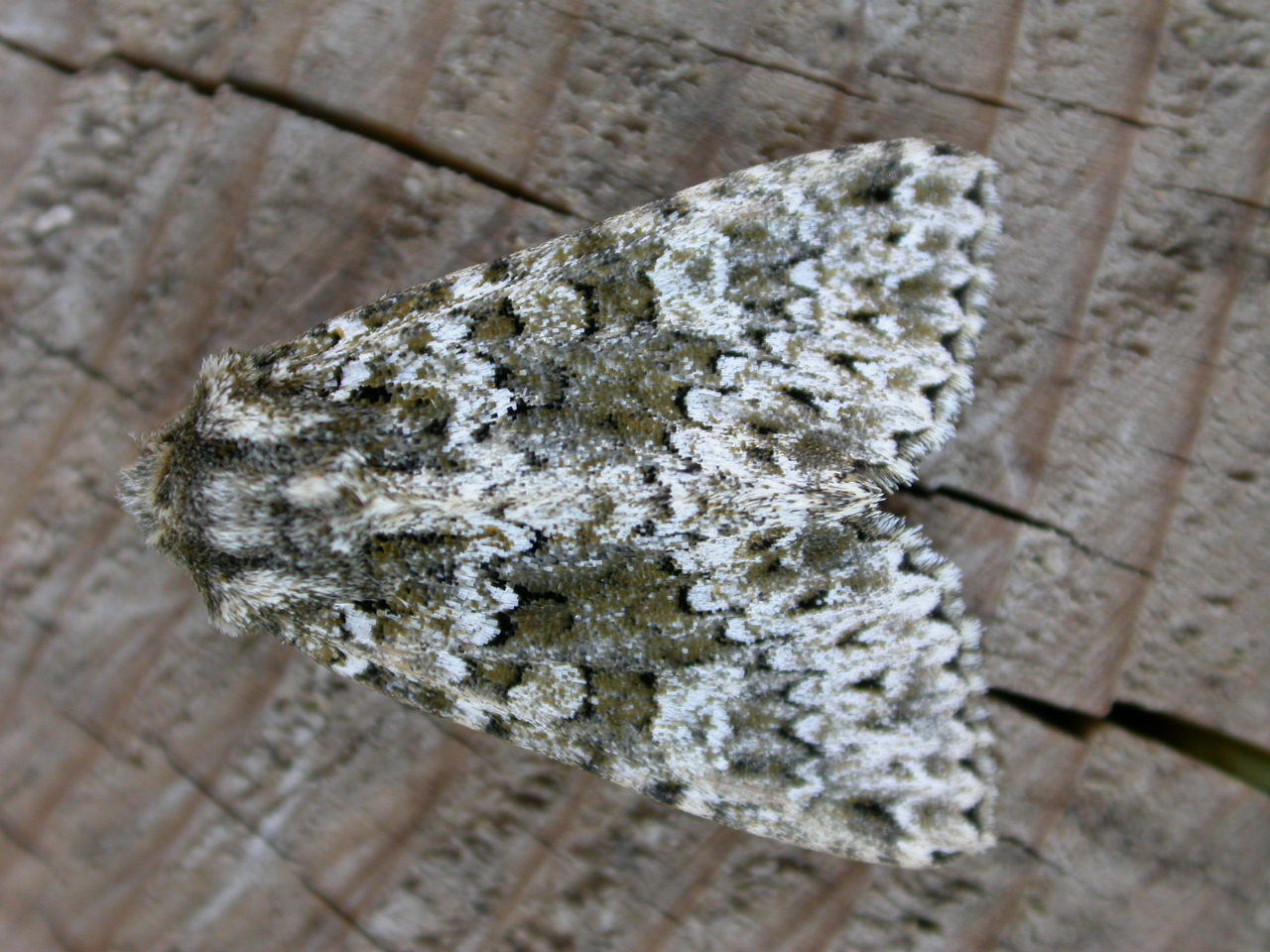
Polymixis polymita